# Erica ericoides
Erica ericoides là một loài thực vật có hoa trong họ Thạch nam. Loài này được (L.) E.G.H.Oliv. mô tả khoa học đầu tiên năm 1993.